# Dinka du Sud-Est
Pour les articles homonymes, voir Dinka.
Le dinka du Sud-Est (ou bor, cam, dinka bor, dinka de l'Est) est une langue nuer-dinka du Soudan du Sud parlée par les Dinka.

## Localisation
Le dinka du Sud-Est est parlé dans les comtés de Bor South et de Twic East de l'État de Jonglei,.

## Dialectes
Les dialectes suivants existent : athoc (athoic, atoc, bor athoïque, borathoi), bor (bor gok), ghol, nyarweng (narreweng, nyarueng), tuic (twi),.

## Reconnaissance légale
Cette langue est reconnue en 2011 par la Constitution de transition du Soudan du Sud, dans l'article 6(1).

## Utilisation
Le dinka du Sud-Est est utilisé dans l'enseignement primaire et dans tous les domaines par des personnes de tous âges. Ses locuteurs utilisent aussi le nuer.

## Écriture
Le dinka du Sud-Est s'écrit avec l'alphabet latin.